# Улица Швянто Миколо
У́лица Швя́нто Ми́коло (лит. Švento Mykolo gatvė) — улица в Старом городе Вильнюса между улицами Пилес и Майронё. Ведёт к костёлу Святого Михаила, чем объясняется её традиционное название (Святомихальский переулок, Святомихальская улица), и выходит к улице Майронё напротив ансамбля костёла Святой Анны и бернардинского монастыря с костёлом Святого Франциска Ассизского. На улицу Швянто Миколо выходят улицы А. Волано и Бернардину.

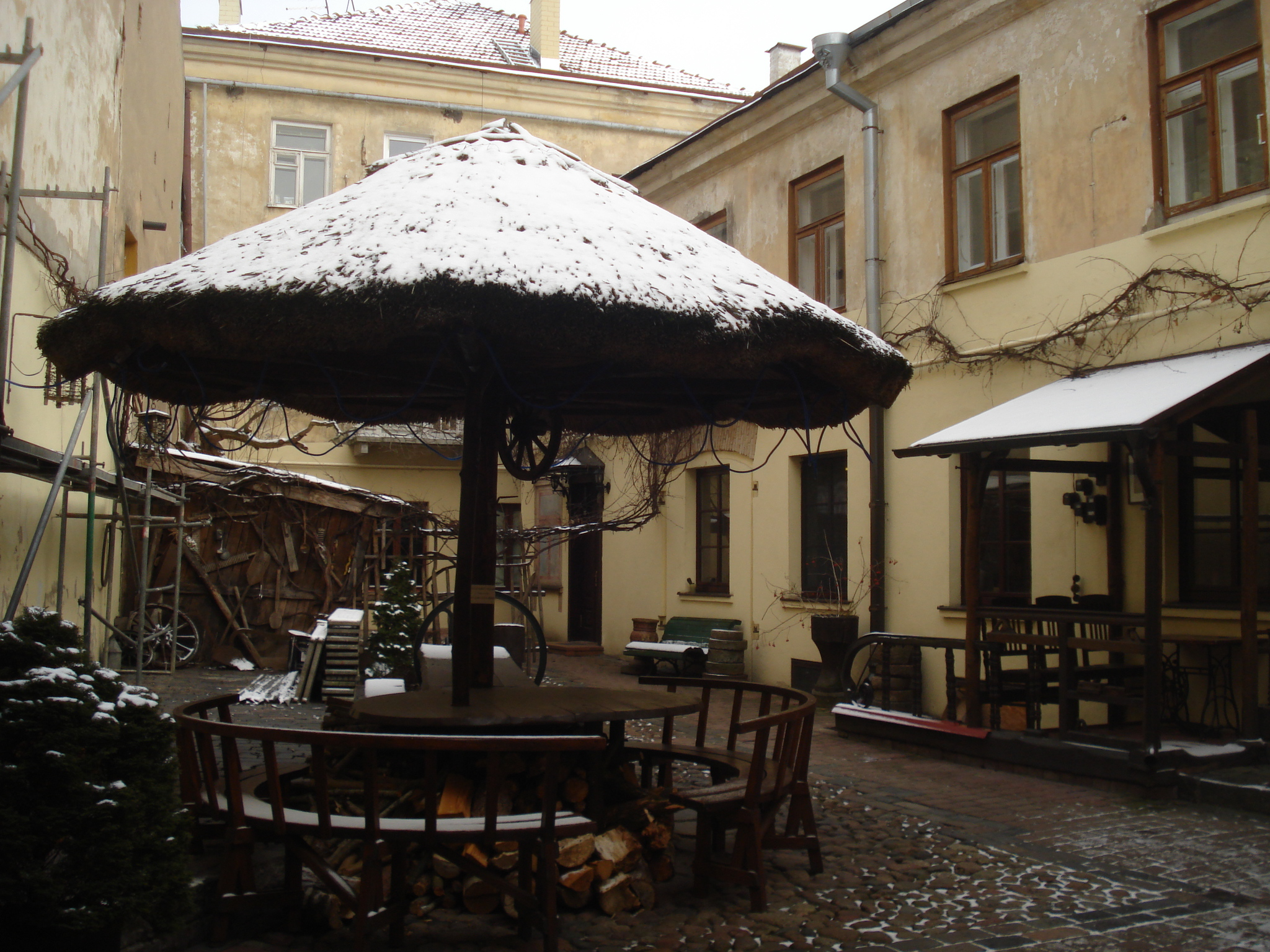
Двор Швянто Миколо 6

В советское время носила имя литовского писателя Йонаса Билюнаса. Длина улицы около 150 метров. Вымощена кирпичными плитами. Застроена невысокими двух- и трёхэтажными жилыми домами, в которых располагаются также различные учреждения, с левой южной стороны — галереи и сувенирные лавки, кафе и рестораны. Нумерация домов начинается от перекрёстка с улицей Пилес; по левой южной стороне чётные номера, по правой северной — нечётные.

## Характеристика

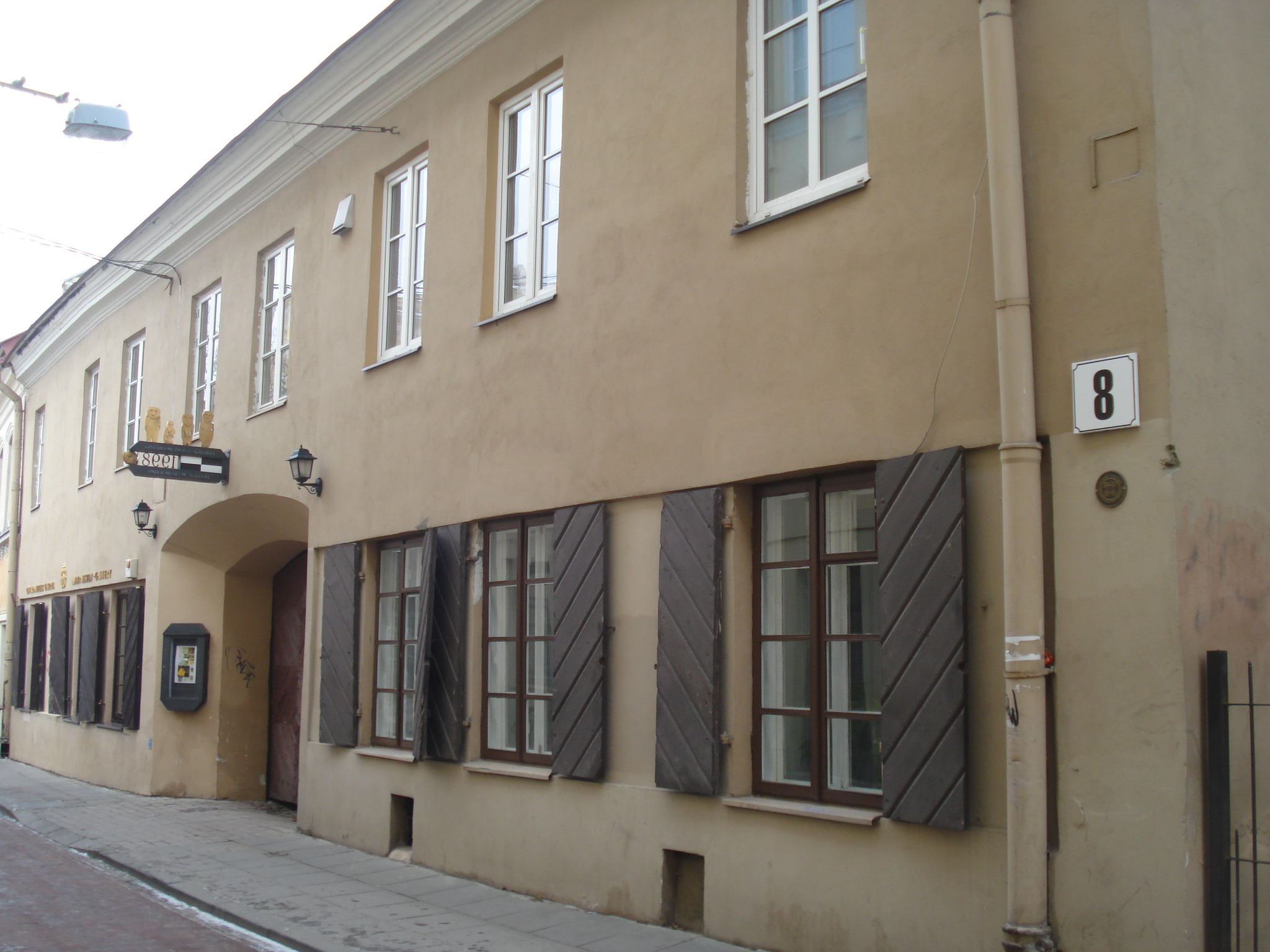
Швянто Миколо 8

Ряд двухэтажных домов по левой чётной стороне (под номерами 6, 8) включены в Регистр культурных ценностей Литовской Республики и охраняется государством. Например, характерный дом зажиточного горожанина XVIII века — начала XIX века (Šv. Mykolo g. 8) с чертами ренессанса и классицизма был построен в XVII веке, реконструирован в 1790 — 1806 годах (в 1964 году реставрирован)

### Двор дома Медицинской коллегии
С левой южной стороны вдоль части улицы тянется ограда (с входом с улицы), за которой расположен большой двор дома по улице Пилес 22 (Pilies g. 22). Во дворе дома, принадлежавшего Медицинской коллегии Главной виленской школе (с 1803 года императорского Виленского университета) французским ботаником Жаном Эмануэлем Жилибером в 1781 году (или 1782 году) был заложен первый в Вильнюсе ботанический сад с оранжереей. Ботанический сад находился здесь до 1799 года.

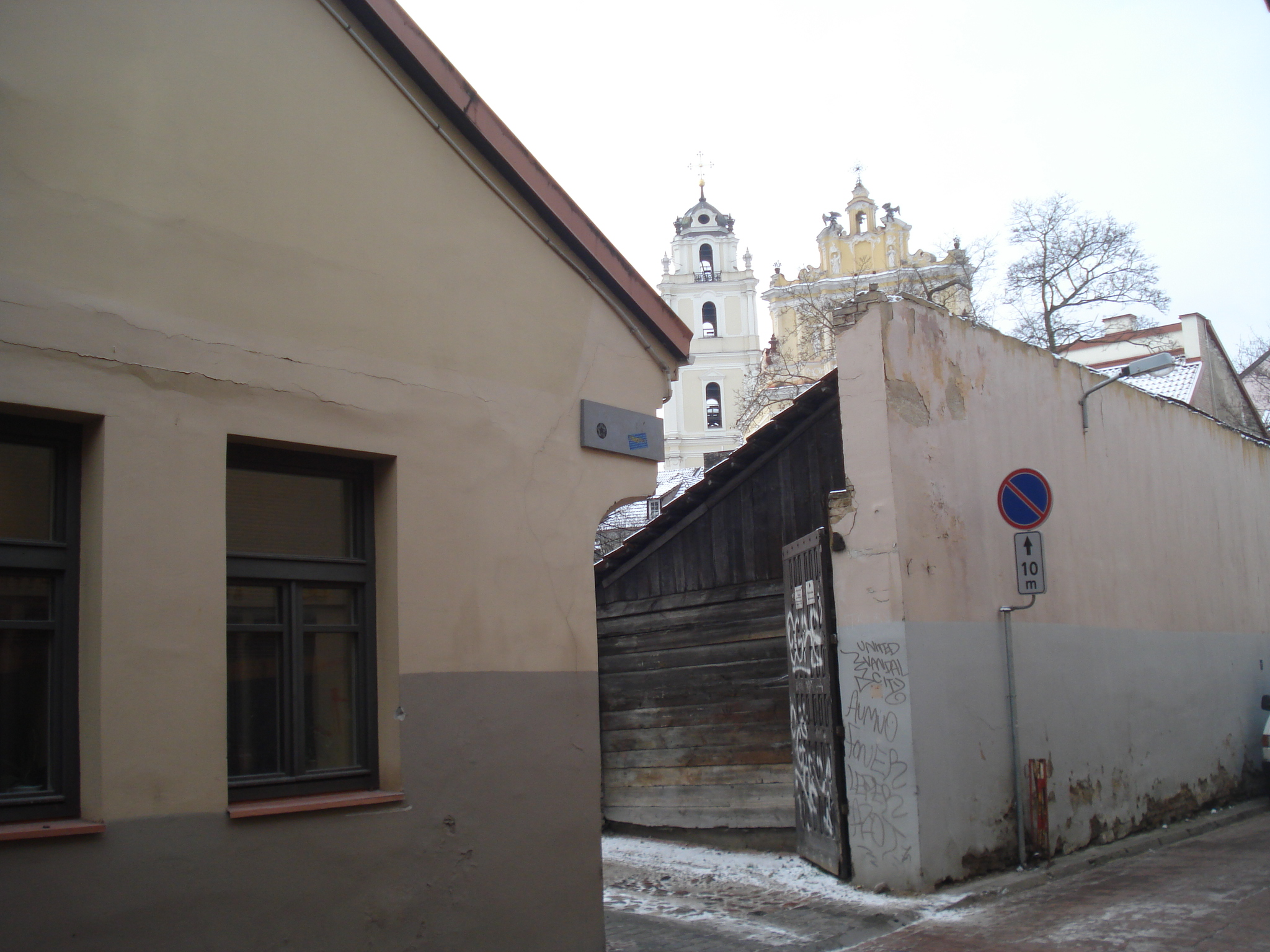
Вход во двор дома Медицинской коллегии

На двор выходит корпус дома, в котором были квартиры профессоров Виленского университета. Здесь жили Юзеф Юндзилл, Иван Лобойко, Вацлав Пеликан, Эузебиуш Словацкий и его сын, будущий знаменитый польский поэт Юлиуш Словацкий. После смерти Эузебиуша Словацкого вдова вышла замуж за профессора Августа Бекю. Юлиуш Словацкий провёл здесь около пятнадцати лет детства и юности (1811—1814 и 1817—1828); в эти годы он окончил Виленский университет, написал свои первые произведения. Когда его прах в июне 1927 года был перезахоронен в Вавельском кафедральном соборе в Кракове, на стене дома была открыта мемориальная таблица с бюстом поэта. В том же доме в 1923—1934 годы жил художник Фердинанд Рущиц. 11 июня 1999 года на стене этого дома была открыта мемориальная доска с барельефом Рущица (скульптор Ромуалдас Квинтас).

### Здание Химической коллегии

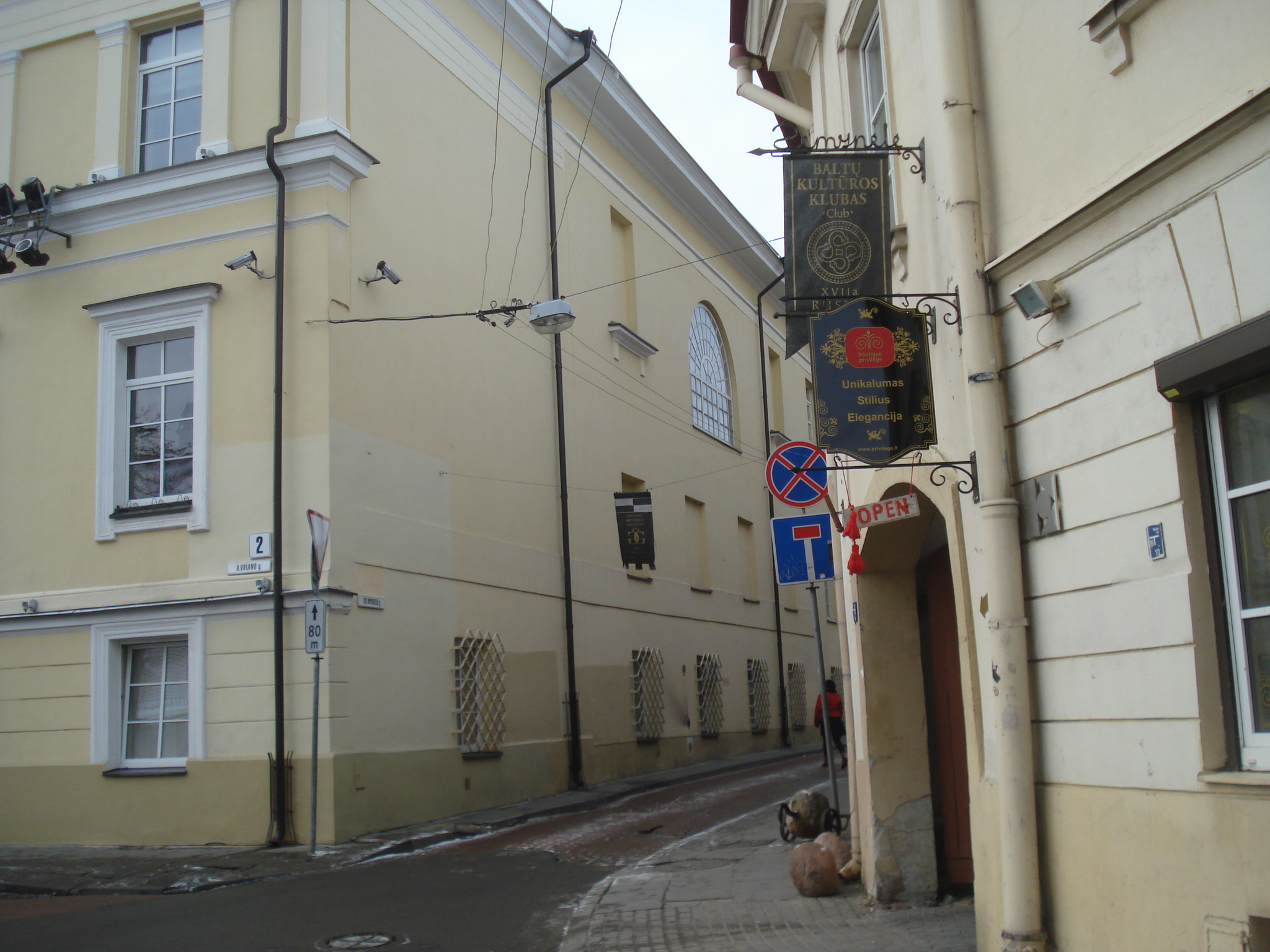
Угол Швянто Миколо и Волано

Трёхэтажное здание жёлтого цвета по правой нечётной стороне занимает Министерство образования и науки Литвы (Šv. Mykolo g. 9 / A. Volano g. 2). В архитектурных формах здания преобладают черты позднего классицизма и неоклассицизма. С 1804 года в нём располагалась Химическая коллегия Виленского университета и квартиры профессоров Франциска Смуглевича, Анджея Снядецкого и других. В 1809—1810 годах здание реконструировалось по проекту архитектора Михала Шульца.

### Костёл Святого Михаила

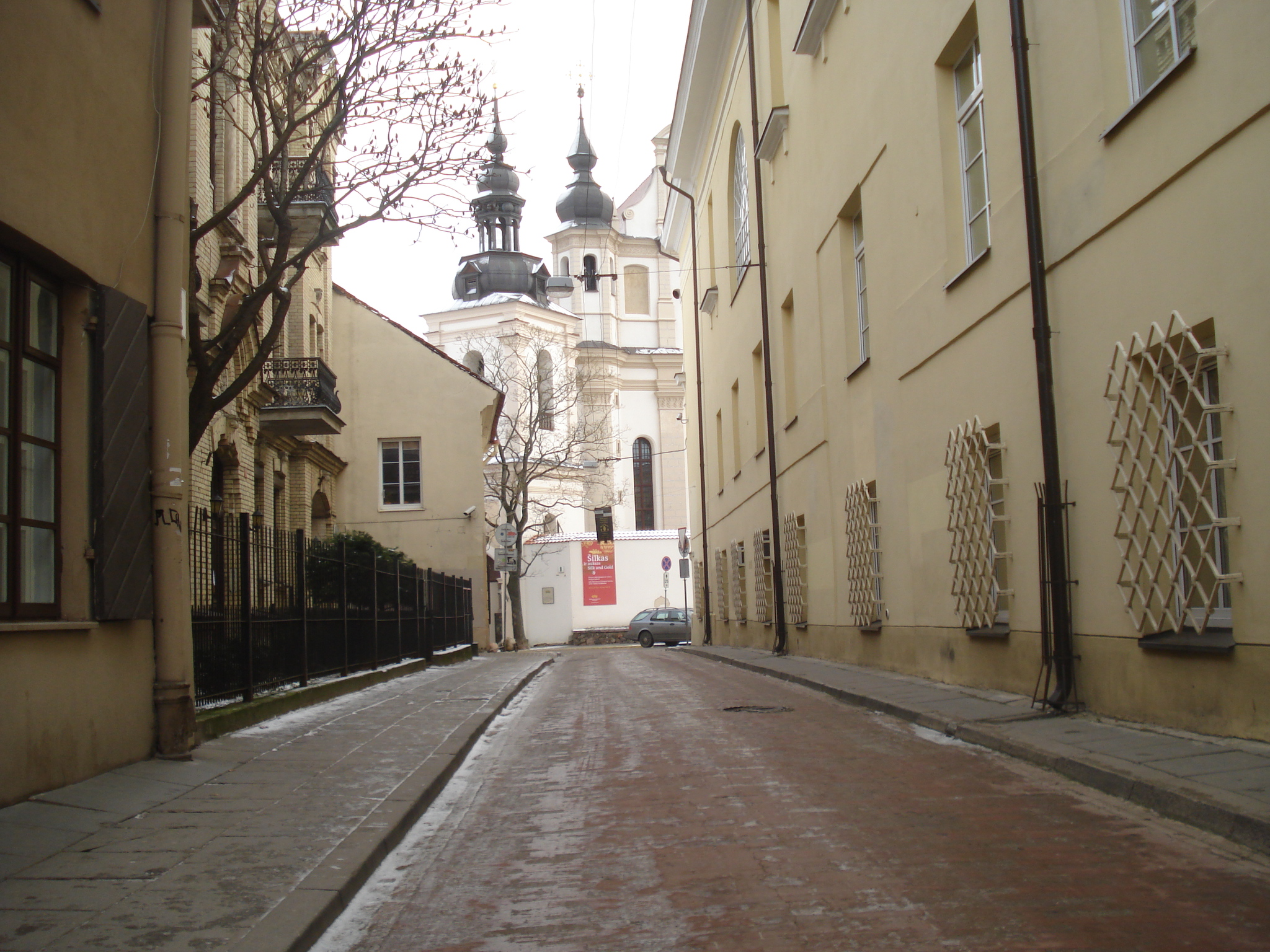
Костёл Святого Михаила и здание Химической коллегии

На углу улиц А. Волано и Швянто Миколо напротив здания Министерства образования и науки Литвы располагается костёл Святого Михаила с отдельно стоящей колокольней, окружённый оградой (Šv. Mykolo g. 9). В архитектуре храма сохранились черты готики, ренессанса и барокко. В храме размещается Музей церковного наследия, открытый в 2009 году. 